# Werner Metz
Werner Richard Metz (* 19. Juli 1944 in Stuttgart) ist ein deutscher Schachspieler. Er gewann 1977 die Deutsche Meisterschaft im Fernschach.

## Fernschach
Metz spielt seit 1962 Fernschach. Beim 7. Deutschen Pokalturnier belegte er 1972 den 6. Rang. 1977 wurde er Deutscher Meister. Er gewann die Endrunde der 14. Fernschachmeisterschaft 1975/77 mit 8,5 Punkten aus 12 Partien dank besserer Feinwertung vor dem punktgleichen Jürgen Burkhardt.
1990 verlieh ihm der Weltverband ICCF den Titel Internationaler Meister, 1996 wurde er  Fernschach-Großmeister.
In der ICCF-Rangliste 1999 wurde Metz mit einer Wertungszahl von 2625 geführt. Seitdem ist er inaktiv.

## Turnierschach
Am Brett nahm Metz erfolgreich an hessischen Meisterturnieren teil. Er spielt für die Schachabteilung des TEC Darmstadt.

## Privat
Metz arbeitete als Programmierer und Systemanalytiker.